# 局部紧阿贝尔群
在调和分析、拓扑学与数论等数学领域中，局部紧阿贝尔群是具有特别方便拓扑的阿贝尔群。例如整数群（具有离散拓扑）、圆或实数（都具有通常拓扑）都是局部紧阿贝尔群。

## 定义与例子
有拓扑空间，若其底拓扑空间是局部紧豪斯多夫空间，则称拓扑空间是局部紧的；若底群的阿贝尔群，则称拓扑群是阿贝尔的。
局部紧阿贝尔群的例子有：
- {\displaystyle \mathbb {R} ^{n}}，其中n是正整数，向量加法为群作用。
- 正实数{\displaystyle \mathbb {R} ^{+}}，乘法为群作用。由指数映射与{\displaystyle (\mathbb {R} ,+)}同构。
- 任意具有离散拓扑的有限阿贝尔群。由有限生成阿貝爾群的基本定理，所有此种群都是循环群之积。
- 具有离散拓扑的整数{\displaystyle \mathbb {Z} }，加法为群作用。
- 圆群，对环面记作{\displaystyle \mathbb {T} }。这是模为1的复数群。{\displaystyle \mathbb {T} }作为拓扑群同构于商群{\displaystyle \mathbb {R} /\mathbb {Z} }。
- P进数域{\displaystyle \mathbb {Q} _{p}}，加法为群作用，具有通常的P进拓扑。

## 对偶群
若G的局部紧阿贝尔群，则G的特征是G到圆群{\displaystyle \mathbb {T} }的连续群同态。G上的特征集可组成局部紧阿贝尔群，称作G的对偶群，记作{\displaystyle {\widehat {G}}}；其群作用是特征的逐点乘，特征的逆是其复共轭，特征空间的拓扑是紧集上的一致收敛拓扑（即紧致开拓扑，将{\displaystyle {\widehat {G}}}视作G到{\displaystyle \mathbb {T} }的所有连续函数空间的子集）。这种拓扑一般来说是不可度量的，但若G是可分局部紧阿贝尔群，则其对偶群可度量。
这类似于线性代数中的对偶空间：正如对域K上的向量空间V，对偶空间是{\displaystyle \mathrm {Hom} (V,K)}，对偶群{\displaystyle \mathrm {Hom} (G,\mathbb {T} )}也如此。更抽象地说，它们都是可表函子，分别表为'K、{\displaystyle \mathbb {T} }。
同构于对偶群的群（作为拓扑群）自对偶。实数与有限循环群是自对偶的，而实数群与对偶群并不自然同构，应视作两个不同的群。

### 对偶群的例子
{\displaystyle \mathbb {Z} }的对偶群与圆群{\displaystyle \mathbb {T} }同构。加法下的整数{\displaystyle \mathbb {Z} }的有限循环群上的特征由其在生成子1上的值决定。因此，对{\displaystyle \mathbb {Z} }上的特征{\displaystyle \chi }，{\displaystyle \chi (n)=\chi (1)^{n}}。此外，这个公式为{\displaystyle \mathbb {T} }中任意选择的{\displaystyle \chi (1)}定义了一个特征。这种情况下，紧集上的一致收敛拓扑就是逐点收敛拓扑，这是从复数继承来的圆群拓扑。
{\displaystyle \mathbb {T} }的对偶规范同构于{\displaystyle \mathbb {Z} }。事实上，{\displaystyle \mathbb {T} }上的特征具有形式{\displaystyle z\mapsto z^{n}}，其中n是整数。由于{\displaystyle \mathbb {T} }是紧的，所以其对偶群的拓扑是一致收敛拓扑，也就是离散拓扑。
实数群{\displaystyle \mathbb {R} }是自对偶的，其上的特征具有形式{\displaystyle r\mapsto e^{i\theta r}}，其中{\displaystyle \theta }是实数。有了这些对偶性，下面介绍的傅里叶变换就与{\displaystyle \mathbb {R} }上的经典傅里叶变换重合了。
同样，p-进数群{\displaystyle \mathbb {Q} _{p}}是自对偶的（实际上，{\displaystyle \mathbb {Q} _{p}}的任意有限扩张也是自对偶的）。由此可见，赋值向量环是自对偶的。

## 庞特里亚金对偶性
庞特里亚金对偶性断言，函子
{\displaystyle G\mapsto {\hat {G}}}
在局部紧阿贝尔群范畴（具有连续态射）的对偶范畴与它本身之间诱导出一个等价关系：
{\displaystyle LCA^{op}{\stackrel {\cong }{\longrightarrow }}LCA.}

## 范畴论性质
Clausen (2017)证明，局部紧阿贝尔群范畴LCA大致可以度量整数和实数之间的差别。更确切地说，局部紧阿贝尔群范畴的代数K-理论谱，以及Z、R的都位于同一个同伦纤维序列中：
{\displaystyle K(\mathbf {Z} )\to K(\mathbf {R} )\to K(LCA).}